# Curtis Lee
Curtis Lee (* 28. Oktober 1939 in Yuma, Arizona; † 8. Januar 2015 ebenda) war ein US-amerikanischer Rock-’n’-Roll-Sänger der 1960er Jahre, der vor allem für seinen Hit Pretty Little Angel Eyes bekannt ist.

## Leben
In den späten 1950ern hatte Lee bereits bei kleineren Labels erfolglos Singles aufgenommen und war zudem als Sänger in Nachtclubs in Arizona unterwegs, wo der selbst sehr erfolgreiche Sänger Ray Peterson auf ihn aufmerksam wurde. Dieser holte ihn daraufhin zu seiner Plattenfirma Dunes Records, für die auch der Produzent Phil Spector arbeitete.
Die ersten Dunes-Aufnahmen, Pledge of Love und Special Love, fanden noch keine Aufmerksamkeit, aber 1961 folgte der größte Hit von Curtis Lee. Zusammen mit Tommy Boyce hatte er den Song Pretty Little Angel Eyes selbst geschrieben und in der Produktion von Phil Spector wurde das Lied zu einem Top-10-Erfolg in den USA; den Backgroundgesang übernahm das Doo-Wop-Vocal-Quartett The Halos. Auch in Großbritannien konnte das Lied Erfolg verzeichnen und landete immerhin auf Platz 47 der Charts. Es folgte die Single Under the Moon of Love, ebenfalls eine Boyce/Lee-Komposition, die es bis auf Platz 46 der US-Hitparade brachte.
Danach verließ allerdings Phil Spector das Label und mit ihm ging auch der Erfolg. Curtis Lee war einer der typischen Teenager-Sänger um 1960, die nach einer kurzen Hitkarriere wieder von der Bildfläche verschwanden. Nach vier weiteren, erfolglosen Singles endete 1963 sein Vertrag bei Dunes Records. Nach vier Jahren kehrte er noch einmal im Stil des Blue-Eyed-Soul zurück, aber nach zwei weiteren viel beachteten, aber erfolglosen Singles war seine Musikkarriere endgültig zu Ende.
Nach dem Ende seiner Musikkarriere stieg Lee gegen Ende der 1960er-Jahre in den Zimmermannsbetrieb seines Vaters ein, den er später übernahm und mit dem er sich später auf maßgeschneiderte Häuser und Immobilien spezialisierte. Mit seiner Ehefrau Lydia Lee war er bis zu seinem Tod verheiratet und hatte vier Kinder. Er starb im Januar 2015 mit 75 Jahren nach einer Krebserkrankung.

## Coverversionen
Seine beiden Hits sollten allerdings später noch einmal zu großen Ehren kommen: 1976 hatten Showaddywaddy mit Under the Moon of Love ihren größten Hit und erreichten damit Platz 1 in Großbritannien und Platz 4 in Deutschland. Zwei Jahre später sollten sie zudem mit ihrer Version von Pretty Little Angel Eyes ihren letzten Top-10-Hit in ihrer Heimat haben.

## Diskografie
- With All My Heart (1959)
- I Never Knew What Love Could Do (1960)
- California GI-903 (1960)
- Special Love (1960)
- Pledge of Love (1961)
- Pretty Little Angel Eyes (1961)
- Under the Moon of Love (1961)
- Just Another Fool (1962)
- Does He Mean That Much to You (1962)
- Lonely Weekends (1963)
- Pickin’ Up the Pieces of My Heart (1963)
- Sweet Baby (1967)
- Get in My Bag (Curtis Lee & The K. C. P.’s, 1967)